# 산요 전기 철도
산요 전기 철도 주식회사(일본어: 山陽電気鉄道株式会社 さんようでんきてつどう[*])는 효고현 남부에서 고베와 히메지를 운행하는 철도와 고베시 다루미구를 중심으로 연선 도시에서 노선 버스나, 연선 도시와 타도시를 묶는 고속 버스를 운영하고 있는 회사. 준대기업 사철에 분류되고 있다.
본사는 효고현 고베시 나가타구 오야시키도리 3가 1-1. 자동차 영업본부는 고베시 다루미구 시미즈가오카 2가 10-22. 통칭은 「산요」 「산전」또는 「산요 전철」. 오사카 증권 1부에 상장하고 있다(증권 코드：9052).

## 연혁
구·효고 전기 궤도에 유래하는 효고 - 아카시간의 궤도와 구·고베 히메지 전기 철도에 유래하는 아카시 역앞(현재의 산요아카시) - 히메지 역앞(현재의 산요히메지) 사이의 철도가 노선의 모체가 되고 있다.
선행해 개통한 효고 전기 궤도(이하 '효철')는 개업 이래 경영이 불안정한 면이 있어, 서아카시로의 연장 시에 별도의 회사인 고베 히메지 전기 철도(이하 '고베 철도')를 설립하는 것으로 리스크 회피를 도모했다. 그러나 반슈 철도(현재의 JR가코가와선의 전신)의 경영진에 의한 효철의 적대적 매수에 의해 반슈 철도 산하가 된 효철과 구 효철파의 고베 철도는 소원하게 되었던 시기도 있었다. 그러한 혼란 수습과 아울러 자사의 매전처 확보를 노린 전쟁 전의 대기업 전력회사·우지강전기(간사이 전력의 전신의 하나)가 양 회사를 병합 해 자사의 철도 사업 부문으로 했다. 후에 우지강전기가 본업에의 추출에 의해 철도 부문을 분리했을 때에 새롭게 설립된 것이 현재의 산요 전기 철도이다.
합병전 2회사의 노선 규격의 상위 등 곤란한 조건을 극복해 직통 운전을 실현해,현청 소재지의 고베와 하리마의 중심지인 히메지를 직결하는 도시간 연락 노선으로 성장했다. 그리고 1940년에는 연선에서의 공원 수송을 목적으로 지선의 아보시선을 개통시켰다.
전후 운수성의 63형 전철 도입을 기회로 고속 철도로의 탈피를 도모한다. 또 가와사키 차량→가와사키 중공업과 협력해,850형 로망스카의 대형차량의 채용이나 2000계 등의 선진적인 설계의 전철의 투입 등 적극성을 발휘, 특히 1962년에는 고속 전동차로서 일본 최초의 올 알루미늄차를 도입하고 있다. 또 전후도 오랜 세월에 걸쳐서 고베시안에 있어서의 병용 궤도 구간(노면 주행 구간)이 잔존해 운행의 어려움이 되고 있었지만, 1968년에는 고베 고속 철도의 지하선 직통을 개시해 병용 궤도를 폐지하는 것과 동시에 게이한신 급행 전철(현·한큐 전철) 및 한신 전기 철도로부터의 직통열차가 노선 연장하게 되어 산노미야·오사카 방면과의 관계를 강하게 할 수 있었다.
1970년대에 들어가면, 연선의 하리마 임해 공업 지대에서 제철업의 침체 경향이 표면화했다. 아보시선의 건설 이유였던 신일본제철(←후지 제철←일본제철)히로하타 제철소의 용광로 휴지와 거기에 따르는 대규모 정리해고 등은 산요 전기 철도의 경영에도 큰 타격을 주었다. 연선에는 교외 지역이 많아서 모터라제이션의 영향도 심각하게 다가왔다. 게다가 고베 시내 및 아카시 역 부근까지 서일본 여객철도(JR서일본)의 산요 본선(JR 고베선)과 완전하게 병행하고 있는 것부터, 고베·아카시 시내에서는 산요 전철선보다 빠르고, 단거리에서는 운임도 싼(장거리에서는 산요 전철이 싸다)JR선에 승객이 빼앗기고 있다. 또,JR선과 멀어지는 아카시 - 히메지간의 이용자도 양 회사의 역이 접하는 아카시나 다루미 등에서 JR선으로 많이 이동하는 현상을 볼 수 있다. 이 때문에, 「1day 티켓」등의 특별 기획 승차권을 발매해 승객의 이탈 방지나 신규 획득을 목표로 하고 있다. 또, 최근에는 텔레비전 광고(간사이의 방송국 한정)도 내보내 여객 획득에 노력하고 있다.
전역의 자동 개찰화, 아보시선의 1인 승무화, 주요역 이외의 각 역의 순회역화(실질적인 무인화로 관계자의 정기적 순회와 모니터 카메라 원격 감시를 실시한다), 보통 열차의 일부의 편성 단축 등 철저한 합리화를 실시하고, 한편으로 한신·아와지 대지진 후에 기획된 한신 우메다로의 직통 특급 운행을 실현해 일정한 성공을 거두고 있다. 그러나, 산요 전철선 연선에서 고베 시 중심부에 가기 위해서는 반드시 고베 고속 철도의 운임이, 그리고 오사카 방면으로 가기 위해서는 한신 전기 철도 또는 한큐 전철의 운임이 가산되기 때문에, 이것이 JR서일본과의 경쟁의 족쇄가 되어 있다라는 지적도 많다.
고베 고속 철도의 개업 이후, 한큐 전철과 한신 전기 철도가 각각 산요 전철의 발행필주식 총수의 5%를 보유하고 있었지만 1998년에 한큐가 산요 구간으로의 노선 연장을 휴지한 후에 한큐가 한신에 보유주식을 매각했기 때문에, 현재는 한신 전기 철도가 필두 주주로 되어있다. 다만, 2006년 10월 1일부로 동사는 한큐 전철과 함께 한큐 한신 홀딩스의 100%출자 자회사가 되어, 경영 통합하고 있다.

## 연표
- 1907년 7월 2일 - 효고 전기 궤도(주)가 설립.
- 1910년 3월 15일 - 효고 전기 궤도가 효고 - 스마간을 개통.
- 1917년 4월 12일 - 효고 - 아카시간이 완성.
- 1919년 8월 29일 - 아키라 전기 철도(주)가 설립. 후에 고베 히메지 전기 철도(주)로 개칭.
- 1923년 8월 19일 - 아키라 전기 철도가 아카시 - 히메지간을 개통.
- 1927년 1월 1일 - 우지강전기(주)가 효고 전기 궤도를 합병.
- 1927년 4월 1일 - 우지강전기(주)가 고베 히메지 전기 철도를 합병.
- 1928년 8월 26일 - 효고 - 히메지간의 직통 운전을 개시.
- 1933년 6월 6일 - 우지강전기(주)의 철도부가 분리 독립해 산요 전기 철도(주)가 설립.
- 1936년 5월 1일 - 고베 버스의 노선을 계승해 버스 사업을 개시.
- 1941년 7월 6일 - 아보시선이 전노선 개통.
- 1968년 4월 7일 - 고베 고속 철도를 거쳐 한큐 전철·한신 전기 철도와 상호 직통 운전 개시. 동시에 니시다이 - 효고간의 병용 궤도 구간은 폐지.
- 1988년 4월 1일 - 고베 고속 철도 구간을 제2종 철도 사업으로서 영업 개시.
- 1998년 2월 15일 - 한큐 전철과의 상호 직통 운전을 중지. 동시에 한신 우메다 - 산요 히메지간 직통 특급의 운행을 개시.
- 2005년 1월 27일 - 대절 버스사업의 일부와 고속버스 3노선의 운행을 100%출자 자회사의 고베 산요 버스에 이관.
- 2006년 7월 1일 - IC카드 승차권 시스템 「PiTaPa」를 도입.
- 2007년 3월 29일 - 이 해의 7월2일에 효고 전기 궤도로부터 창립 100주년을 맞이하는 것을 기회로 심볼 마크를 변경,3월말까지 자사 소유의 열차 선두 차량의 심볼 마크를 바꾸었다(구심볼 위에 필름을 첨부).

## 철도 사업

### 노선
- 본선:니시다이-산요 히메지 54.7 km
- 아보시선:시카마-산요 아보시 8.5 km
- 고베 고속선
  - 니시다이-한큐 산노미야 역 5.7 km
  - 고속 고베-모토마치역 1.5 km

### 다른 회사와의 직통 운전
- 한신 전기 철도:직통 특급이 한신 고베 고속선(고베 고속 철도 도자이선)·한신 본선을 통해 산요 히메지역 - 우메다역간에 상호 직통 운전. 보통 과 S 특급은 한신 산노미야 역까지 운전한다.
- 한큐 전철: 고베 고속 철도 도자이선을 통해 1998년까지 산요 전철 열차가 한큐 전철 고베 본선 롯코 역까지 한큐 열차가 고베 본선에서 산요 전철 본선 스마우라 공원 역까지 직통 운전을 하고 있었다. 현재는 보통 종별만 고베 고속 철도 구간을 거쳐 한큐 산노미야 역까지 운전한다.
  - 고베 고속 철도는 2010년 9월 30일까지 자사의 제 2종 철도 사업선으로 열차를 운전하고 있었다.
- 긴키 닛폰 철도: 미래 한신 난바선·한신 본선 고베 고속선을 통해 유료 특급이 노선 연장 구상이 있다.

### 차량
이전에는 차체의 상반분을 강한 엷은 황색, 하반분이 짙은 감색의 도장이었지만 현재의 도장은 알루미늄차가 적대만, 강철 제품차가 아이보리지에 적과 황토색의 띠이다. 이 현행 강철 제품차 도장이 「시골 전철의 정취가 있다」라고 하는 방향도 있어, 구도장의 애착을 다 버릴 수 없는 층도 있다(스루토KANSAI가 발매하는 최근의 상품안에는 이 구도장을 모델로 한 것이 몇 개 있다).
또한 강철 제품차의 구도장은 노선 연장처인 한신 전기 철도의 「제트 카」(청동차)와 닮아 있었기 때문에 오승을 유발하기도 했다.
차량의 전장품은 1957년의 2000계 2차차 이후, 오랫동안 가와사키 중공업→후지 전기제의 제어장치와 미쓰비시 전기제의 모터라고 하는 편성이었지만,5030계만은 제어장치도 모터도 후지 전기의 것을 사용하고 있다.
형식 번호에 더해지는 제조 순위를 나타내는 번호는, 한큐 전철과 같이 0부터이다.
차량 형식에는 「쿠하」 「모하」 「사하」라는 형식 칭호가 붙어 있지만, 도면이나 인가 신청서류에 사용되는 것만으로 실차에는 일절 기재가 없다.
현행 차량

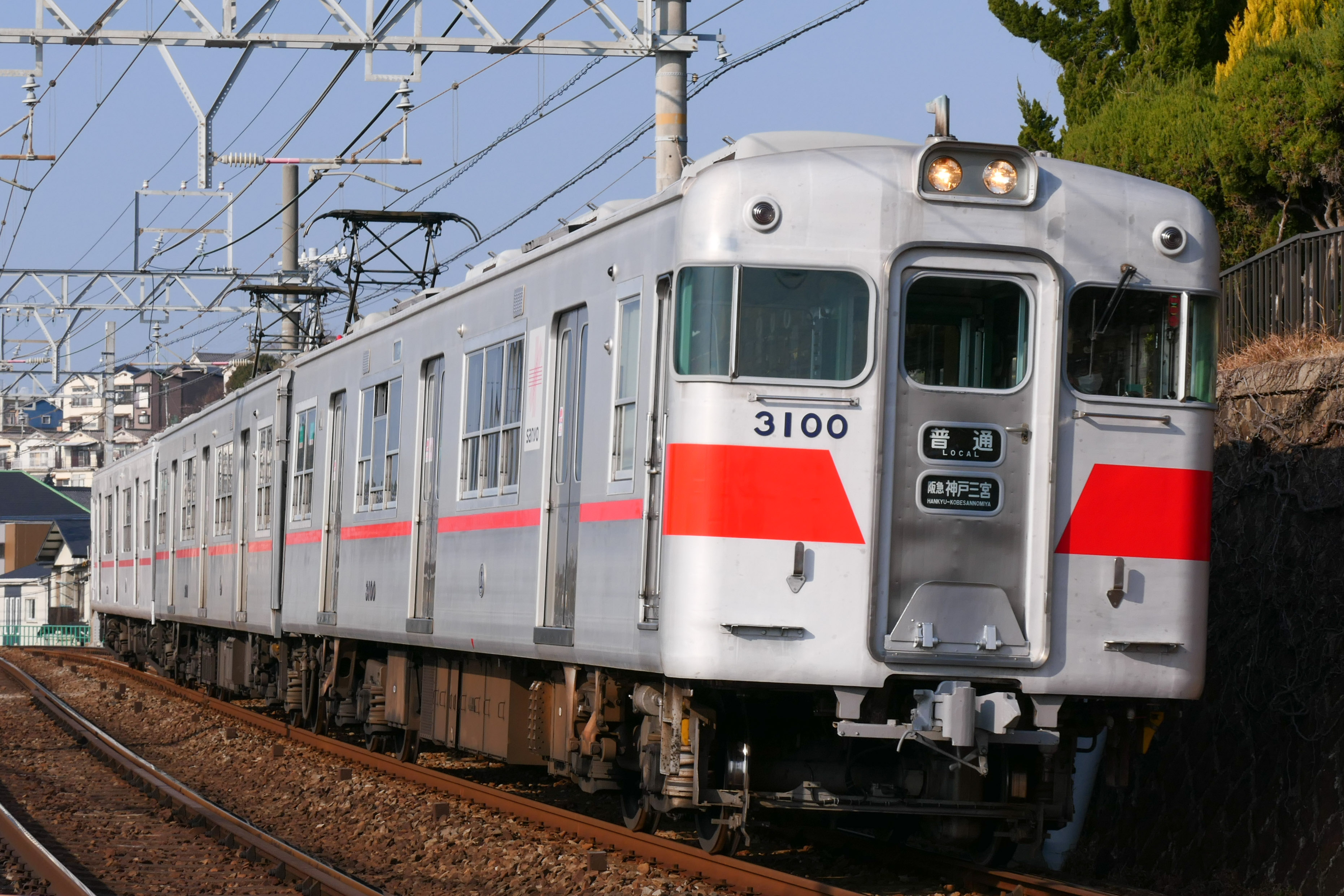
3000계/3200계/3050계
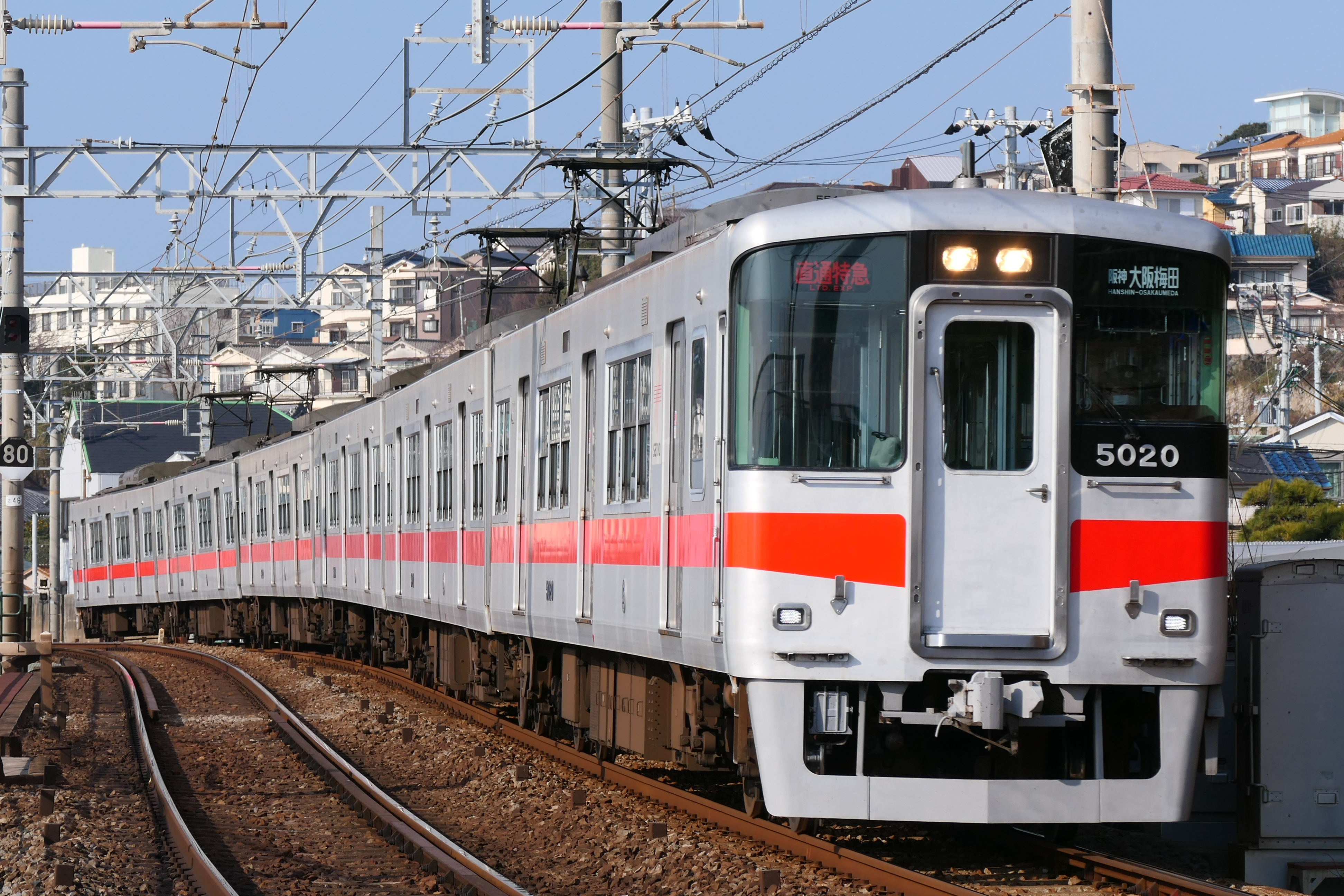
5000계/5030계
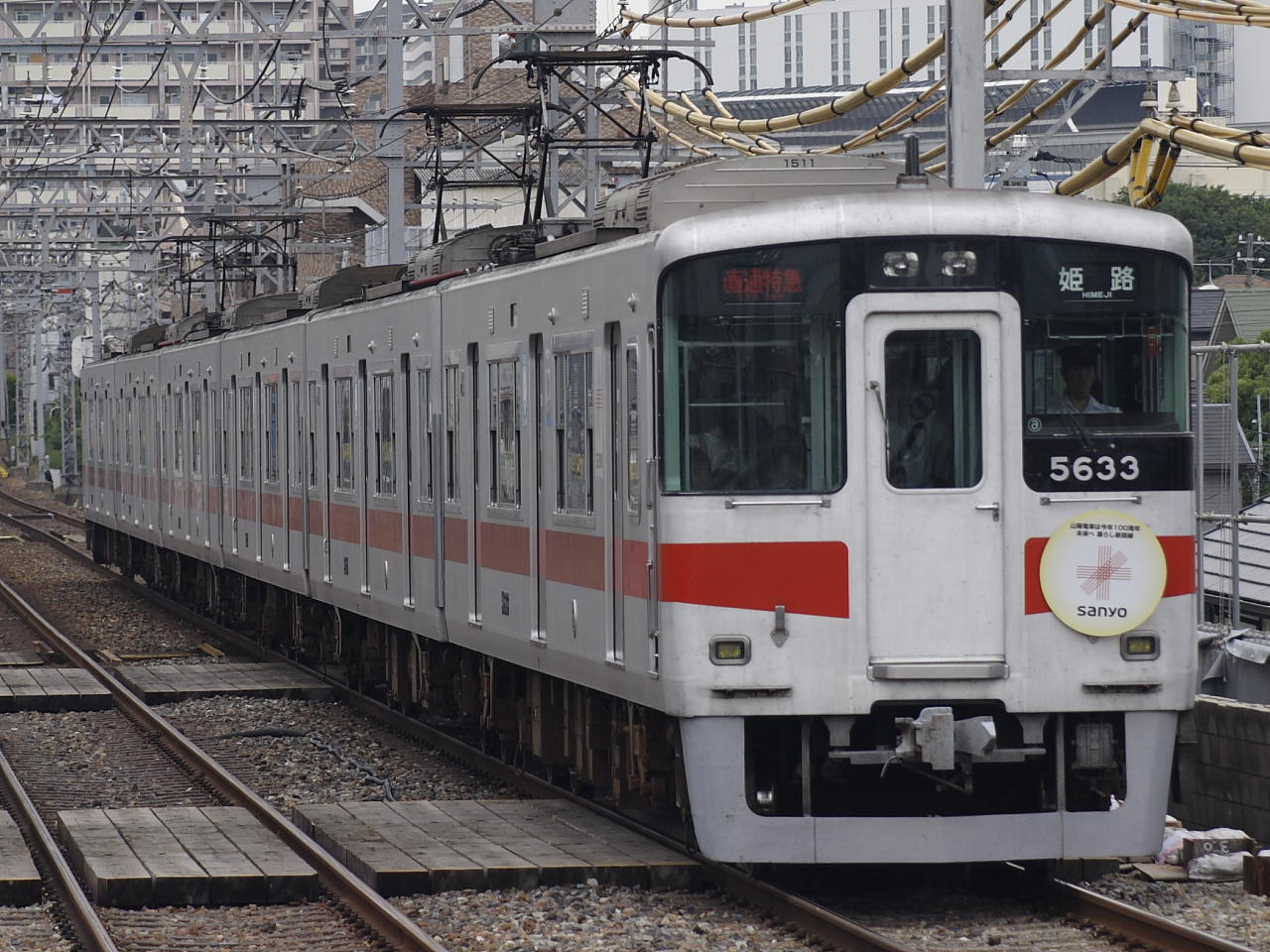
6000계
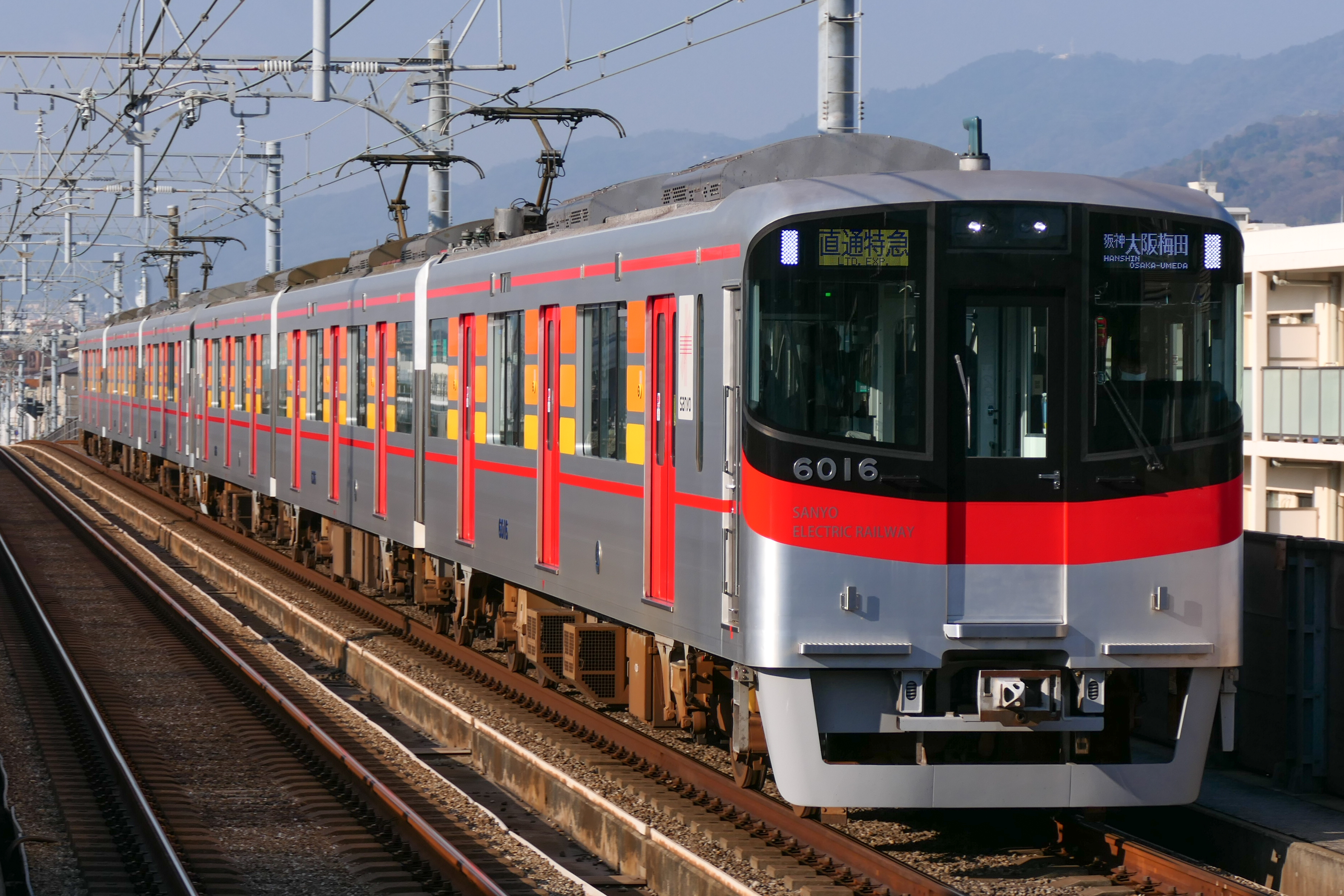
6000계

과거의 차량
- 우지강전기 100・1000형 전동차
- 200형 전동차
- 700형 전동차
- 820・850형 전동차
- 250형 전동차
- 2000계
- 2700계
- 270형
- 300형
- 2300계

- 3000계
- 5000계
- 5030계
- 6000계

### 운임
어른 보통 여객 운임(소아는 반액). 2014년 4월 1일 개정.
| 킬로 수        | 운임（엔） |
| -------------- | ---------- |
| 최초 구간 2 km | 150        |
| 3 - 4          | 190        |
| 5 - 7          | 230        |
| 8 - 10         | 300        |
| 11 - 13        | 370        |
| 14 - 17        | 440        |
| 18 - 21        | 520        |
| 22 - 25        | 570        |
| 26 - 29        | 620        |
| 30 - 34        | 670        |
| 35 - 39        | 700        |
| 40 - 44        | 730        |
| 45 - 49        | 760        |
| 50 - 54        | 790        |
| 55 - 60        | 810        |

### 하루 승차권
산요 전기 철도는 유효 구간이 다른 하루 승차권을 발매하고있다.
- 한신・산요 시 사이드 1day 티켓 산요 히메지 역 - 한신 우메다 역 , 아보시선 , 한신 난바선 . 2000 엔.
- 산노미야 히메지 1day 티켓 산요 히메지 역 - 고베 산노미야 역(한신, 한큐), 아보시선 , 1400 엔.
- 한신・아카시 시내 1day 티켓 니시 후타미 역 - 한신 우메다 역 , 한신 난바선 , 1500 엔.
- 산노미야・아카시 시내 1day 티켓 니시 후타미 역 - 고베 산노미야 역(한신, 한큐), 1000 엔.
- 다루미・마이코 1day 티켓
  - 한신 반 니시 마이코 역 - 한신 우메다 역 , 한신 난바선 . 1300 엔.
  - 산노미야 반 니시 마이코 역 - 고베 산노미야 역(한신, 한큐). 800 엔.

### 그 외
- 고베 고속 철도를 거치고, 한신 전기 철도에 노선 연장하는 경우는 행선지의 머리에 「한신」을 표기하고 있다. 과거에 한큐 전철에 노선 연장하는 경우도 행선지의 머리에 「한큐」를 표기하고 있었다. 현재에도 한큐 산노미야행의 전철에 관해서는 이 형식을 취하고 있다.
- 2008년 3월 기준으로, 웹사이트 상에서의 운행 정보 제공은 되지 않는다.
- 전철·버스 모두 시발·종착의 안내 방송때는 「오늘도 스루토KANSAI 네트워크 산요 전철(산요 버스)을 이용하셔서 감사합니다.」라고 하는 방송이 흐른다.
- 3000계에는 측면의 행선지 안내판에 한신 오오이시·산노미야행을 「특급｜한신 방면」 「보통｜한신 방면」, 한큐 롯코·산노미야행을 「특급｜한큐방면」 「보통｜한큐방면」이라고 하고 있는 것이 있었다.

## 버스 사업
간사이의 버스 회사로는 드물게 분사화 되지 않고, 자동차 영업본부의 관할이다. 소재지는 (우)655-0031 고베시 다루미구 시미즈가오카 2가 10-22, 여기에 차고도 있다.
노선버스는 고베 시 다루미 구의 전역과 아카시시 서부를 영업 지역으로 하고 있다. 다루미 지구의 노선은 철도역의 연락등을 위해 일부가 고베 시 스마구·니시구·아카시시에도 노선 연장한다. 이용자는 꽤 많다. 또, 2006년 10월 1일부터 아카시 시 교통부가 후타미 지구에서 운행하고 있던 노선의 이양을 받아 새롭게 후타미선으로서 운행을 개시했다. 통칭명의 산요 버스로 불리는 것이 많은 것도 특징이다.
고베 시영 버스와 경합의 끝에 육상 교통 사업 조정법에 근거해 전시 매수된 고베 버스가 전신이며, 고베시에 매수되지 않고 남겨진 부분이 산요 전철에 합병·계승되었다. 덧붙여 차장이 승무하고 있었지만, 모두 원맨화 된 것은 1997년 5월부터이다.
동사의 노선버스 차량은 일부를 제외하고 이스즈제이다. 이스즈차는 거의 모든 차량을 순정 차체로 도입하고 있다. 다만,고속 버스에는 후소차나, 아카시시 위탁의 커뮤니티 버스에서는 히노차 등도 존재하고 있다. 2006년부터 일반 노선 버스로는 후소차가 도입되고 있다. 그 밖에 비탈길이 많은 지리적 배경으로부터 엔진의 출력이 높은(280 - 320PS) 차량이 많은 것도 특징.

## 관련 회사
- 오사카 산요 택시 주식회사(오사카부 오사카시 니시요도가와구)
- 주식회사 고베 산요 버스(고베시 다루미구)
- 주식회사 산요 에이전시(고베 시 나가타구)
- 주식회사 산요 교통사(고베 시 나가타 구)
- 산요 택시 주식회사(고베 시 다루미 구)
- 주식회사 산요 백화점(효고현 히메지시)
- 주식회사 산요 프렌즈(아카시시)
- 주식회사 일본 워크 서비스(아카시 시)
- 주식회사 일본 워크 시스템(고베 시 주오구)

JR 산요 본선 등의 전신에 해당하는 산요 철도나, 야마구치현에 있었던 노면 전차인 산요 전기 궤도 및 그 후신의 산덴 교통과 통칭이 비슷하지만, 전혀 관련은 없다.